# Rhyacophila egijnica
Rhyacophila egijnica là một loài Trichoptera trong họ Rhyacophilidae. Chúng phân bố ở miền Cổ bắc.